# Coelichneumon atratorius
Coelichneumon atratorius là một loài tò vò trong họ Ichneumonidae.